# Trattato di Vienna (1725)
Il (primo) trattato di Vienna del 1725 venne firmato il 30 aprile da Carlo VI, imperatore del Sacro Romano Impero, e Filippo V re di Spagna.

## Storia
Il trattato sanciva l'accettazione della Prammatica Sanzione del 1713 con la quale Carlo VI modificava la legge di successione dinastica per consentire a Maria Teresa d'Austria di ereditare il trono.
Con il trattato inoltre l'Austria rinunciava ad ogni pretesa sul trono del Regno di Spagna e anzi si impegnava a sostenere la Spagna per riconquistare Gibilterra, occupata dalla Gran Bretagna. In cambio la Spagna concedeva alla Compagnia di Ostenda gli stessi diritti nelle proprie colonie di quelli concessi a britannici e olandesi.
Il trattato venne negoziato per la Spagna dal barone Ripperda che in seguito verrà nominato primo ministro.